# Didelphis albiventris
Didelphis albiventris e вид опосум от семейство Didelphidae. Видът обитава райони в Бразилия, Боливия, Аржентина, Парагвай и Уругвай. Това е вида с най-южно намиращ се ареал от род Didelphis. Храни се с плодове, безгръбначни и малки гръбначни животни. Обитават разнообразни местообитания. Видът е наземен, а понякога живее и по дърветата.